# Hypocrita celina
Hypocrita celina är en fjärilsart som beskrevs av Jean Baptiste Boisduval 1870. Hypocrita celina ingår i släktet Hypocrita och familjen björnspinnare. Inga underarter finns listade i Catalogue of Life.